# UTC+06:00
| USZ1 | ■ 칼리닌그라드 시간     | MSK-1 (UTC+02:00) |
| MSK  | ■ 모스크바 시간         | MSK (UTC+03:00)   |
| SMAT | ■ 사마라 시간           | MSK+1 (UTC+04:00) |
| YEKT | ■ 예카테린부르크 시간   | MSK+2 (UTC+05:00) |
| OMST | ■ 옴스크 시간           | MSK+3 (UTC+06:00) |
| KRAT | ■ 크라스노야르스크 시간 | MSK+4 (UTC+07:00) |
| IRKT | ■ 이르쿠츠크 시간       | MSK+5 (UTC+08:00) |
| YAKT | ■ 야쿠츠크 시간         | MSK+6 (UTC+09:00) |
| VLAT | ■ 블라디보스토크 시간   | MSK+7 (UTC+10:00) |
| MAGT | ■ 마가단 시간           | MSK+8 (UTC+11:00) |
| PETT | ■ 캄차카 시간           | MSK+9 (UTC+12:00) |

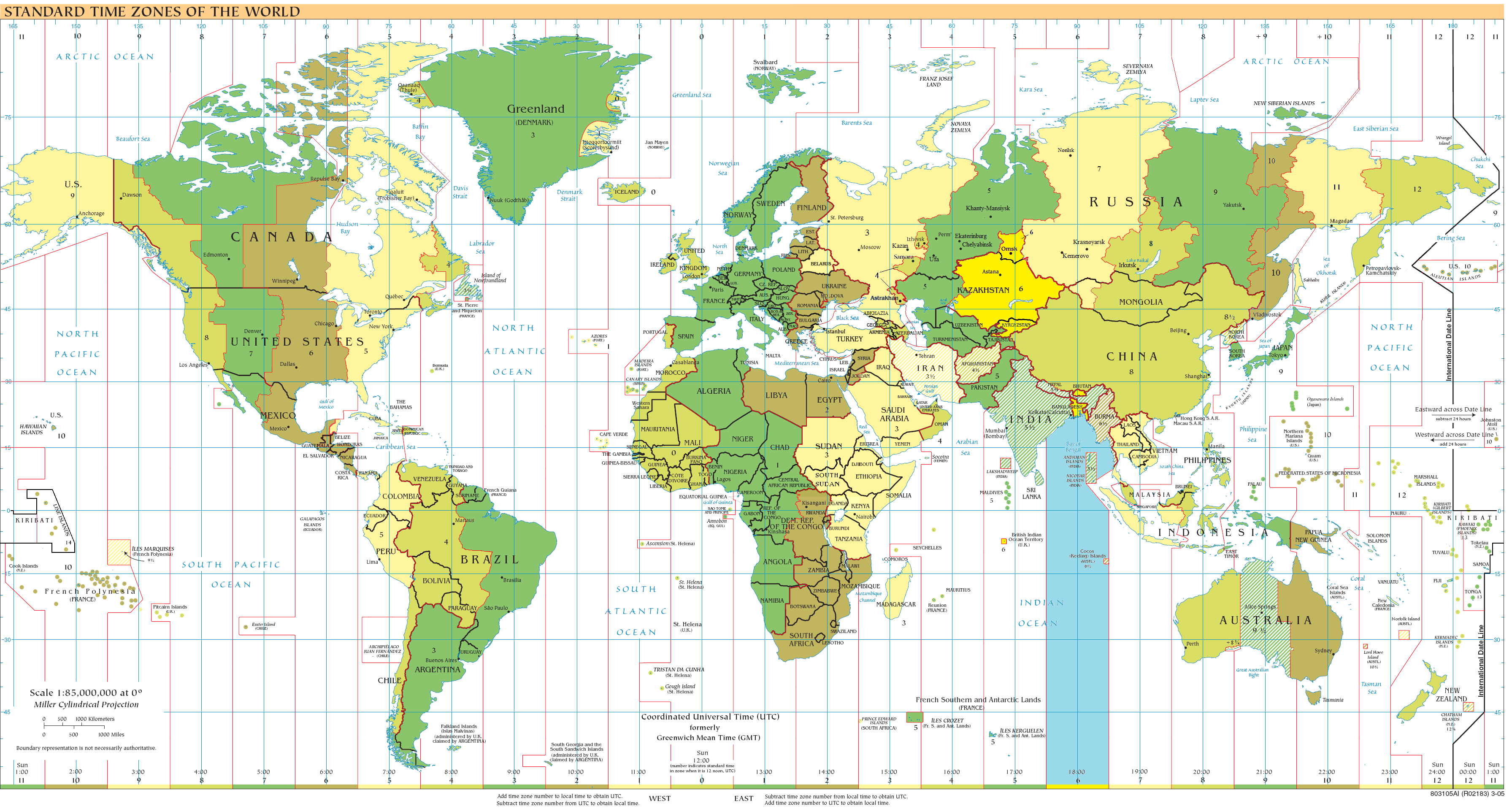
UTC+06 2010년: 파란색 (12월), 주황색 (6월), 노란색 (연중), 밝은 청색 - 바다

UTC+06는 협정 세계시보다 6시간 빠른 시간대이다.

## 표준 시간대 (1년 내내)

### 북아시아
- 러시아 - 옴스크 시간

### 중앙 아시아
- 카자흐스탄
  - 대부분 지역 (아스타나, 알마티 포함)
- 키르기스스탄

### 동아시아
- 중화인민공화국
  - 신장 위구르 자치구, 티베트 (비공식)

### 남아시아
- 부탄
- 방글라데시
- 영국령 인도양 지역
  - 차고스 제도, 디에고가르시아 섬 포함

## 과거 시간대
- 중화인민공화국 -  중화민국이던 시절, 시짱·티베트 지방에서 쓰던 시간대를 주로 썼지만 중국의 서부 내륙 지역에서 사용하였다. 다만, 티베트의 경우 독립국으로 존속하던 시절에는 중국과 무관하게 사용했다.

## 비교
| UTC+06 | 0       | 1       | 2       | 3       | 4       | 5       | 6 | 7  | 8  | 9  | 10 | 11 | 12 | 13 | 14 | 15 | 16 | 17 | 18 | 19 | 20 | 21       | 22       | 23       |
| ------ | ------- | ------- | ------- | ------- | ------- | ------- | - | -- | -- | -- | -- | -- | -- | -- | -- | -- | -- | -- | -- | -- | -- | -------- | -------- | -------- |
| UTC    | 전날 18 | 전날 19 | 전날 20 | 전날 21 | 전날 22 | 전날 23 | 0 | 1  | 2  | 3  | 4  | 5  | 6  | 7  | 8  | 9  | 10 | 11 | 12 | 13 | 14 | 15       | 16       | 17       |
| KST    | 3       | 4       | 5       | 6       | 7       | 8       | 9 | 10 | 11 | 12 | 13 | 14 | 15 | 16 | 17 | 18 | 19 | 20 | 21 | 22 | 23 | 다음날 0 | 다음날 1 | 다음날 2 |

## 같이 보기
- 방글라데시 표준시
- 남극의 시간대
- 러시아의 시간대
- 신장 시간